# حیدری (تنگستان)
حیدری، روستایی است از توابع بخش مرکزی شهرستان تنگستان استان بوشهر ایران.

## جمعیت
این روستا در دهستان اهرم قرار داشته و بر اساس سرشماری سال ۱۳۸۵ جمعیت آن ۳۳۴نفر (۸۴خانوار) بوده‌است.
کشاورزان این روستا به کشت گندم، جو، تنباکو و نخل می‌پردازند. تنباکوی این روستا زبان زد می‌باشد.